# Synsepalum ovatostipulatum
Synsepalum ovatostipulatum är en tvåhjärtbladig växtart som först beskrevs av De Wild., och fick sitt nu gällande namn av Ined. Synsepalum ovatostipulatum ingår i släktet Synsepalum och familjen Sapotaceae.
Artens utbredningsområde är Kongo-Kinshasa. Inga underarter finns listade i Catalogue of Life.